# Gilbert Gunn
Gilbert Gunn est un réalisateur britannique né en 1905 à Glasgow et décédé le 6 décembre 1967 à Finchley.

## Filmographie
- 1953 : The Good Beginning
- 1953 : Valley of Song
- 1956 : My Wife's Family
- 1957 : The Accursed
- 1958 : Girls at Sea
- 1958 : The Strange World of Planet X
- 1959 : Operation Bullshine
- 1961 : What a Whopper
- 1963 : Wings of Mystery